# Нове Випихи
Нове Випихи (пол. Nowe Wypychy) — село в Польщі, у гміні Сомянка Вишковського повіту Мазовецького воєводства.
Населення — 147 осіб (2011).
У 1975-1998 роках село належало до Остроленцького воєводства.

## Демографія
Демографічна структура станом на 31 березня 2011 року:
|          | Загалом | Допрацездатний вік | Працездатний вік | Постпрацездатний вік |
| -------- | ------- | ------------------ | ---------------- | -------------------- |
| Чоловіки | 76      | 16                 | 48               | 12                   |
| Жінки    | 71      | 10                 | 38               | 23                   |
| Разом    | 147     | 26                 | 86               | 35                   |